# Pirakovec
Pirakovec is een plaats in de gemeente Vrbovec in de Kroatische provincie Zagreb. De plaats telt 111 inwoners (2001).